# Zomerintermezzo
Zomerintermezzo (Zweeds: Sommarlek) is een film van de Zweedse regisseur Ingmar Bergman uit het jaar 1951.
De film werd in de bioscoop uitgebracht als Zomeridylle. Bij latere commerciële uitgaven werd voor de titel Zomerintermezzo gekozen.

## Verhaal
Marie is een succesvolle, maar emotioneel zeer afstandelijke ballerina van twintig. Tijdens de repetitie voor een opvoering van het ballet Het Zwanenmeer wordt haar onverwacht het dagboek over haar eerste liefde Henrik toegezonden. Henrik was een student waar ze dertien jaar voordien verliefd op werd tijdens een bezoek aan haar oom en tante op zomervakantie. De repetitie wordt afgelast tot de avond en Marie besluit de boot te nemen naar het eiland waar ze haar relatie had met Henrik. Daar haalt ze herinneringen op aan die onbekommerde tijd.

## Rolverdeling
| Acteur            | Personage       |
| ----------------- | --------------- |
| Maj-Britt Nilsson | Marie           |
| Birger Malmsten   | Henrik          |
| Alf Kjellin       | David Nyström   |
| Annalisa Ericson  | Kaj             |
| Georg Funkquist   | Oom Erland      |
| Stig Olin         | Balletmeester   |
| Mimi Pollak       | Mevr. Calwagen  |
| Renée Björling    | Tante Elisabeth |
| Gunnar Olsson     | Priester        |